# WEZX
WEZX (FM 106.9 "Rock 107") é uma estação de rádio comercial com sede em Scranton, Pensilvânia. É propriedade da Times-Shamrock Communications e transmite principalmente rock clássico. Sua programação é transmitida simultaneamente pela FM WPZX 105.9 em Pocono Pines e disponível via streaming na página oficial.

## História
A emissora transmitiu pela primeira vez em 1967. No início da década de 1970, a Times-Shamrock a batizou de "FM 107" com foco no soft rock. O formato foi alterado em 1980 e a estação renomeada como "Rock 107". Em 2000, a estação irmã WPZX começou a transmitir simultaneamente a programação, seguida pela WVZX (agora WHNB) em 2007. A WEZX comemorou 30 anos como "Rock 107" em 2010. Sua transmissão digital começou em 15 de agosto de 2011.